# Janów (gromada w powiecie częstochowskim)
Janów – dawna gromada, czyli najmniejsza jednostka podziału terytorialnego Polskiej Rzeczypospolitej Ludowej w latach 1954–1972.
Gromady, z gromadzkimi radami narodowymi (GRN) jako organami władzy najniższego stopnia na wsi, funkcjonowały od reformy reorganizującej administrację wiejską przeprowadzonej jesienią 1954 do momentu ich zniesienia z dniem 1 stycznia 1973, tym samym wypierając organizację gminną w latach 1954–1972.
Gromadę Janów z siedzibą GRN w Janowie utworzono – jako jedną z 8759 gromad na obszarze Polski – w powiecie częstochowskim w woj. stalinogrodzkim, na mocy uchwały nr 17/54 WRN w Stalinogrodzie z dnia 5 października 1954. W skład jednostki weszły obszary dotychczasowych gromad Apolanka, Janów, Ponik i Potok Złoty ze zniesionej gminy Janów w tymże powiecie, ponadto uroczyska Cichy, Lusławskie, Śmiertelny Dąb i Sucha Smuga (obejmujące oddziały nr nr 1–22) oraz uroczysko Sygontka (obejmujące oddziały nr nr 1–10 i 23–48) z Nadleśnictwa Julianka, a także oddziały nr nr 110–118, 123, 131–136 i 145–174 z Nadleśnictwa Złoty Potok. Dla gromady ustalono 25 członków gromadzkiej rady narodowej.
20 grudnia 1956 województwo stalinogrodzkie przemianowano (z powrotem) na katowickie.
1 stycznia 1958 do gromady Janów przyłączono obszar zniesionej gromady Siedlec (bez wsi Suliszowice, kolonii Podlesie, Skrzypie i Zastudnie oraz terenów oddziałów nr 93–95 lasów państwowych Nadleśnictwa Złoty Potok) w tymże powiecie.
31 grudnia 1959 do gromady Janów włączono obszar zniesionej gromady Piasek w tymże powiecie.
31 grudnia 1961 do gromady Janów włączono obszar zniesionej gromady Bystrzanowice w tymże powiecie
1 lipca 1968 do gromady Janów włączono wsie Julianka, Sieraków i Sygontka ze zniesionej gromady Zalesice w tymże powiecie
Gromada przetrwała do końca 1972 roku, czyli do kolejnej reformy gminnej. 1 stycznia 1973 w powiecie częstochowskim reaktywowano gminę Janów.